# Scinax hiemalis
Scinax hiemalis är en groddjursart som först beskrevs av Célio F.B. Haddad och Pombal 1987.  Scinax hiemalis ingår i släktet Scinax och familjen lövgrodor. IUCN kategoriserar arten globalt som livskraftig. Inga underarter finns listade i Catalogue of Life.